# Gracilorrhina gracilis
Gracilorrhina gracilis är en tvåvingeart som beskrevs av Hippa, Mattsson och Pekka Vilkamaa 2005. Gracilorrhina gracilis ingår i släktet Gracilorrhina och familjen Lygistorrhinidae. Inga underarter finns listade i Catalogue of Life.